# Angie Tribeca
Angie Tribeca é uma série de televisão de comédia estadunidense criada por Steve e Nancy Carell, que foi ao ar na TBS. É estrelada por Rashida Jones como a detetive de polícia Angie Tribeca. O elenco também inclui Hayes MacArthur, Jere Burns, Deon Cole e Andrée Vermeulen.
A primeira temporada estreou em 17-18 de janeiro de 2016, a segunda temporada estreou em 6 de junho daquele ano, e a terceira temporada estreou em 10 de abril de 2017. A quarta e última temporada foi lançada em sua totalidade entre 29 e 30 de dezembro de 2018.
Em 9 de maio de 2019, a série foi cancelada após quatro temporadas.

## Elenco

### Principal
- Rashida Jones como Det. Angela "Angie" Tribeca[1]
- Hayes MacArthur como Det./Lt. Jason "Jay" Geils[2]
- Jere Burns como Lt./Capt. Pritikin "Chet" Atkins, Angie's boss[3]
- Deon Cole como Det. Daniel "DJ" Tanner
- Andrée Vermeulen como Dr. Monica Scholls[4]
- Kiersey Clemons como Maria Charo
- Bobby Cannavale como Angela "AJ" Geils, Jr.

### Recorrente
- Jagger como Det. David Hoffman
- Alfred Molina como Dr. Edelweiss
- Andreas Wigand como Screaming Cop Dave
- Dillon Paigen como Vomiting Cop
- Caitlin Kimball como Rookie Cop
- James Franco como Sgt. Eddie Pepper[5]
- Matthew Glave como Prefeito/Vice-presidente Joe Perry
- Heather Graham como Agente Diane Duran
- Nancy Carell como Katy Perry
- Chris Pine como Dr. Thomas Hornbein
- Annie Mumolo como Beth Wiedner
- Rob Riggle como Calvin Sniglet/Det. Zachary Fontaine
- Mary McCormack como Abigail Liukin
- Alison Rich como Det. Small
- John Michael Higgins como Dr. Zaius
- Michaela Watkins como Melanie Burke
- Peggy Lipton como Peggy Tribeca
- Chris Kimball como Oficial Kyle
- Ren Hanami como Fluga
- Taran Killam como Pierre Cardin

### Convidado
- Gary Cole como Professor Everett ("Pilot")
- Lisa Kudrow como Monica Vivarquar ("Pilot")
- Adam Scott como Surgeon ("The Wedding Planner Did It")[6]
- Gillian Vigman como Jean Naté ("The Wedding Planner Did It")
- Sarah Chalke como Mrs. Parsons ("The Famous Ventriloquist Did It")
- Jeff Dunham como Fisher Price ("The Famous Ventriloquist Did It").[7]
- John Michael Higgins como Randy Zaius / Dr. Zaius ("The Thumb Affair")
- Amy Smart como Stacy ("Commissioner Bigfish")
- David Koechner como Policial Niles J. Bigfish ("Commissioner Bigfish")
- Kerri Kenney-Silver como Agente Laurie Partridge, Fish and Game Division, Rodent Task Force ("Ferret Royale")
- Keegan-Michael Key como Helmut Fröntbüt ("Ferret Royale")
- Bill Murray como Vic Deakins ("Tribeca's Day Off")[8]
- Cecily Strong como Samantha Stevens ("Tribeca's Day Off")[9]
- Laura Bell Bundy como Vivian Tribeca ("Murder in the First Class")
- Gene Simmons como ele mesmo ("Inside Man")
- Danny Trejo como ele mesmo ("Inside Man")
- John Gemberling como Barista ("The One With the Bomb")
- Ryan Hansen como Wilson Phillips ("The One With the Bomb")
- Jon Hamm como McCormick  ("Fleas Don't Kill Me")
- Vicki Lewis como Anne Muffet  ("Fleas Don't Kill Me")
- Busy Philipps como Courtney Woodpatch-Newton  ("Miso Dead")
- Rhys Darby como Dr. Helm ("Miso Dead")
- Heather Graham como Diana Duran ("You've Got Blackmail", "Boyz II Dead")
- Maya Rudolph como Ms Jackie Wilder ("Organ Trail")
- Joey McIntyre como Skylar  ("Boyz II Dead")
- Saul Rubinek como Pfoopa  ("Boyz II Dead")
- Chris Kirkpatrick como Chad  ("Boyz II Dead")
- Aaron Carter como P.T. Cruiser  ("Boyz II Dead")
- Colton Dunn como Denarius ("Boyz II Dead")
- Joe Jonas como Detetive Green ("Boyz II Dead")
- Graham Rogers como Eric ("Murder Gras")
- Randall Park como Dr. Moreau ("Brockman Turner Overdrive")
- Andrew Bachelor como Aaron McLaren ("Brockman Turner Overdrive")
- Michelle Dockery como Victoria ("Turn Me On, Geils")
- Natalie Portman como Christina Craft ("This Sounds Unbelievable, but CSI: Miami Did It")
- Constance Zimmer como Detetive Jessie Goldstein ("Hey, I'm Solvin' Here!")
- Kelly Rohrbach como Laura Ashley ("License to Drill")
- Ana Ortiz como Betty Crocker ("If You See Something, Solve Something")
- Lizzy Caplan como Deirdre ("If You See Something, Solve Something")
- Ernie Hudson como Pete Tribeca ("Germs on Endearment")
- Ed Helms como Dr. Clive Mister ("Germs of Endearment")
- Niecy Nash como Pandora ("Go Get 'Em, Tiger")
- Eliza Coupe como Dr. Autumn Portugal ("The Force Wakes Up")
- Isla Fisher como Lana Bobanna ("Glitch Perfect")
- Dove Cameron como Grace ("Glitch Perfect")
- Jimmy Tatro como Paul Boneson ("Joystick Luck Club")
- Gillian Jacobs como Becky Bunker / Baguette Bardot ("Joystick Luck Club")
- Anjelica Huston como Anna Summour ("Just the Fat Ma’am")
- Jim Rash como Philip Grammbbowski ("Trader Foes")
- Rose Byrne como Norrah Newt ("Trader Foes")
- Tony Cavalero ("Freezing Cold Prestige Drama")
- Gina Torres como Gillian Kayhill ("Behind the Scandalabra")
- Carl Reiner ("Behind the Scandalabra")
- Kathryn Hahn como Susan ("Air Force Two")
- Carol Burnett como Presidente Priscilla Filcox ("Air Force Two")

## Episódios
| Temporada | Temporada | Episódios | Episódios | Originalmente exibido  | Originalmente exibido  |
| Temporada | Temporada | Episódios | Episódios | Estreia da temporada   | Final da temporada     |
| --------- | --------- | --------- | --------- | ---------------------- | ---------------------- |
|           | 1         | 10        | 10        | 17 de janeiro de 2016  | 18 de janeiro de 2016  |
|           | 2         | 10        | 10        | 6 de junho de 2016     | 8 de agosto de 2016    |
|           | 3         | 10        | 10        | 10 de abril de 2017    | 12 de junho de 2017    |
|           | 4         | 10        | 10        | 29 de dezembro de 2018 | 30 de dezembro de 2018 |

## Recepção
No Rotten Tomatoes, a primeira temporada tem um índice de aprovação de 89% com base em 38 críticas, com uma classificação média de 7,71/10. Consenso crítico do site diz, "A mistura única de Angie Tribeca de sagacidade afiada e humor amplo - e a diversão óbvia de um elenco talentoso - torna-se uma paródia consistente e absurda dos procedimentos policiais". O Metacritic deu uma pontuação média ponderada de 78 de 100 com base em 15 avaliações, indicando "críticas geralmente favoráveis".  